# 李和中 (明朝)
李和中，雲南承宣佈政使司石屏州人。明朝解元、政治人物。

## 生平
明神宗萬曆二十五年（1597年），李和中中式丁酉科雲南鄉試第一名舉人（解元）。